# Приват (мини-футбольный клуб)
«Приват» — украинский мини-футбольный клуб из Кривого Рога, участник Экстра-лиги чемпионата Украины по мини-футболу.
Команда основана в 2012 году. В 2013 году становится чемпионом города и чемпионом Днепропетровской области, а также побеждает во всеукраинском финале «Бизнес-лиги» в Киеве. В 2013 году «Приват» начинает выступления в Первой лиге чемпионата Украины, однако не попадает даже в восьмёрку лучших. Несмотря на это, в следующем сезоне команда заявляется в Экстра-лигу.
Первый сезон в Экстра-лиге 2014/15 «Приват» начинает под руководством тренера Александра Юзика. Команда была укомплектована исключительно местными футболистами, что приводит к неудачному первому кругу и отставке главного тренера в январе 2015. 4 февраля 2015 объявлено о назначении нового главного тренера — известного украинского футзалиста Рамиса Мансурова. Тем не менее, команда завершает сезон на последнем месте. Единственным достижением «Привата» становится победа в утешительному турнире АФУ для команд, не попавших в плей-офф Экстра-лиги — в Кубке АФУ, прошедшем в Кривом Роге.
Сезон 2015/16 Экстра-лиги «Приват» начал с победы над «Кардиналом-Ровно».